# Commersonia amystia
Commersonia amystia là một loài thực vật có hoa trong họ Cẩm quỳ. Loài này được C.F.Wilkins & L.M.Copel. mô tả khoa học đầu tiên năm 2008.